# Barbus lagensis
Barbus lagensis és una espècie de peix cipriniforme de la família dels ciprínids.

## Morfologia
Els mascles poden assolir els 25,5 cm de longitud total.

## Distribució geogràfica
Es troba al sud-est de Nigèria i a Ghana.